# خاطرات دکتر حسن روحانی (انقلاب اسلامی ۱۳۵۷–۱۳۴۱)
خاطرات دکتر حسن روحانی (انقلاب اسلامی ۱۳۵۷–۱۳۴۱) مجموعه خاطرات سیاسی حسن روحانی در شانزده‌ سال از ۱۳۴۱ تا ۱۳۵۷ (۱۹۳۶ (میلادی)- ۱۹۷۹) پرداخته است.

## فهرست
- فصل اول: دوران کودکی و دبستان
- فصل دوم: آغاز طلبگی (حوزه علمیه سمنان)
- فصل سوم: ورود به مدرسه آیت‌الله گلپایگانی
- فصل چهارم: آغاز نهضت اسلامی
- فصل پنجم: حضرت امام در رأس نهضت
- فصل ششم: مبارزه با استعمار خارجی
- فصل هفتم: تبعید امام به ترکیه
- فصل هشتم: تبعید امام خمینی به نجف
- فصل نهم: اوج‌گیری و پیروزی انقلاب اسلامی
- فصل دهم: هجرت امام خمینی به پاریس
- فصل یازدهم: تثبیت انقلاب